# Morro do Papagaio
Morro do Papagaio é uma favela da Região Centro-Sul de Belo Horizonte, com uma população de 16 914 habitantes (de acordo com o último censo da prefeitura), 3 848 residências e uma área total de 477 000 metros quadrados.
É conhecida por ficar próxima do centro de Belo Horizonte, na região sul da capital, e por estar localizada próxima da Savassi, Mangabeiras e do Belvedere - regiões entre as mais valorizadas do município. Como o morro está em área montanhosa, a sensação térmica é de até 3 graus a menos do que as regiões baixas da cidade, uma vez também que o morro também é menos susceptível à inversão térmica pelo tipo de urbanização. As regiões mais altas do morro possuem um panorama paisagístico que vai além do centro, desde a torre Alta Vila até a Serra do Curral e a Savassi, além da vista dos outros morros distantes do Centro-Sul da capital.
Historicamente, o morro foi formado por quatro favelas formais, já unificada em uma só favela nos mapas atuais do município:
- Vila Estrela;
- Vila Santa Rita de Cássia;
- Vila São Bento (também conhecida como Vila Carrapato ou Bicão);
- Vila Barragem Santa Lúcia.

A denominação unificada para todo o conjunto, Morro do Papagaio, era historicamente o nome do morro onde encontra-se a favela. Toda a região faz limite com áreas da cidade planejadas desde a inauguração da cidade no século XIX, como as ruas do bairro São Pedro e Santo Antônio. Durante o planejamento das vias da capital, foi mantida como uma área verde, e não uma área urbanizada, devido ao seu relevo muito íngreme.
O Morro do Papagaio é um dos maiores aglomerados de Belo Horizonte. A alcunha de favela mais nobre da cidade, bem justificada por estar completamente rodeada por bairros de classe alta, vem gerando uma intensa especulação imobiliária.
Desde 2009, o Morro do Papagaio está passando por um processo de pintura das casas, projeto esse denominado Favela Bela.
E atualmente, algumas áreas da comunidade estão sendo modificadas pelo programa Vila Viva da Prefeitura de BH.

## História

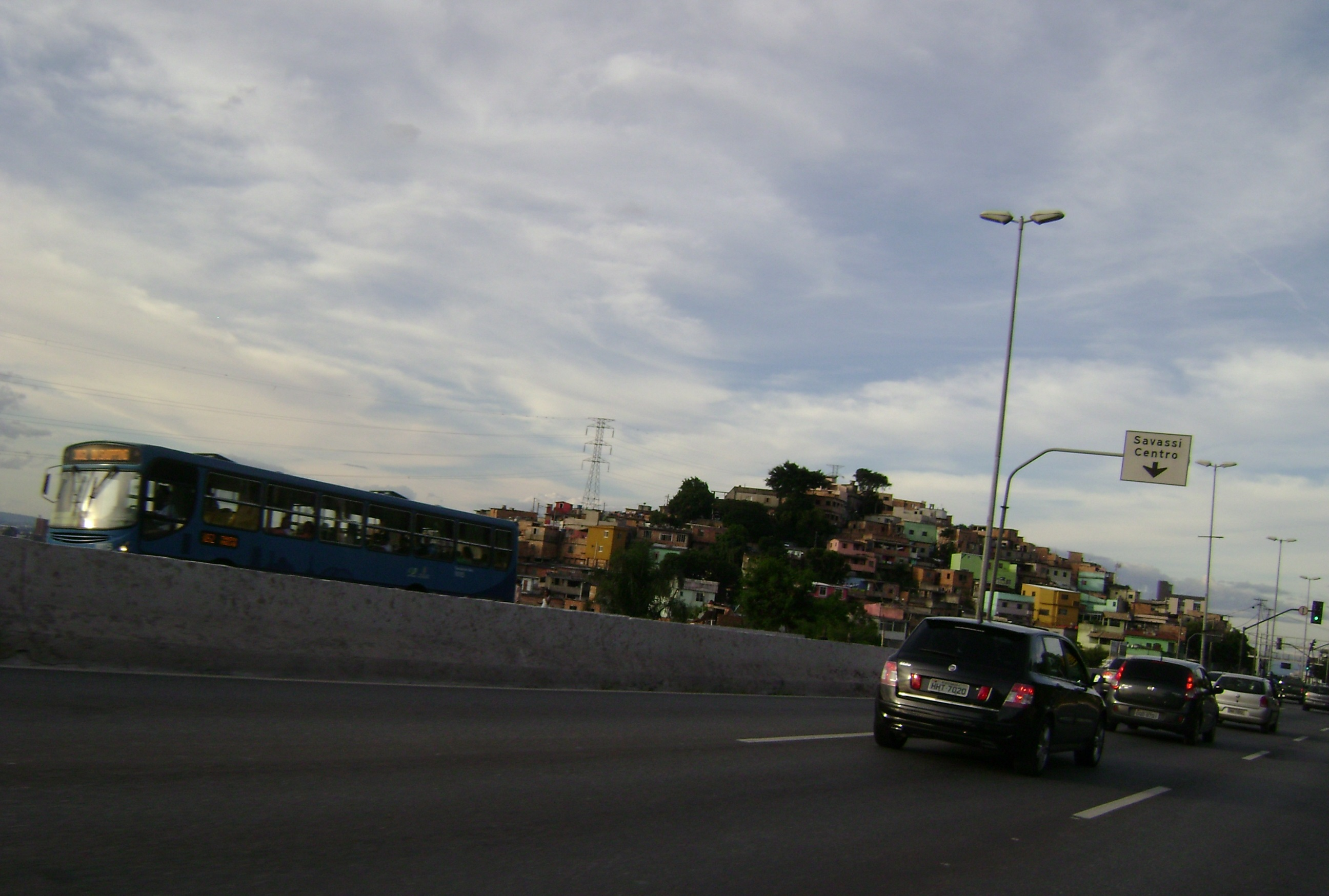
Morro do Papagaio visto da avenida Nossa Senhora do Carmo.

A maior parte do morro era parte da Fazenda do Capão, antes da inauguração da capital. Resquícios da fazenda ainda estão presentes em uma construção do século XIX conhecido como Casa da Fazendinha (atualmente, Fazendinha Dona Izabel), que foi tombada pelo Patrimônio em 1992, a pedido da comunidade. O morro também possuía uma olaria que funcionou durante os primeiros anos da capital. Em 1894, parte das terras da fazenda foram desapropriadas pelo Governo de Minas Gerais para a construção da nova capital, posteriormente nomeada de Belo Horizonte. No Plano Geral da Comissão Construtora da Nova Capital - CCNC, havia a previsão de um ordenamento do espaço envolvendo a existência de um cinturão verde em torno do núcleo urbano, cinturão este que fazia parte a Serra do Curral.
Assim como no surgimento de outras favelas brasileiras, ocupações de terra não reivindicadas nestas áreas públicas fizeram nascer os primeiros barracos ao início do século XX (já no ano de 1929 foi documentado uma comunidade na área).
Até o ano de 1940 a região onde se encontrava a fazenda denominava-se Colônia Afonso Pena. Neste período foram documentadas tentativas da prefeitura de desocupar a área.
Nas décadas de 1960 e 1970, surgiram vários sambistas que atualmente são reconhecidos na cidade, como Trisque e Nonato. E ainda recebia visitas de Fabinho do Terreiro, hoje reconhecido como uma das vozes do morro de Belo Horizonte, com letras cantadas por Zeca Pagodinho.
Já a barragem Santa Lúcia, fazia parte de um projeto de 1954 do antigo e extinto Departamento Nacional Contra a Seca para evitar enchentes causadas pelo transbordamento do Córrego do Leitão na região onde atualmente se encontra o bairro Cidade Jardim. A construção desta barragem visava em conjunto toda uma infraestrutura para a formação do bairro Cidade Jardim, completando desta forma o circundamento do Morro por bairros planejados e de um nível social maior. A proximidade com o centro intensificou a vinda de moradores nas décadas de 1960 e 1970, e por consequência a criação de casas sem planejamento, fazendo assim a vila conforme os moldes de hoje.
Atualmente, já fracassada as tentativas de retirada dos moradores na metade do século XX, a prefeitura mantém em seu plano diretor o planejamento de urbanização da área, revalorização histórica da região, reforço na segurança (com a recente instalação de uma unidade da polícia civil dentro da favela) e a ampliação das linhas públicas de micro-ônibus, como uma tentativa de preparar a região para as especulações imobiliárias que ocorrem desde o início deste século. O morro já mantém uma associação de universitários (a Associação dos Universitários do Morro, conhecido como AUM) e o projeto de urbanização e pintura Vila Viva.

## Bairros vizinhos

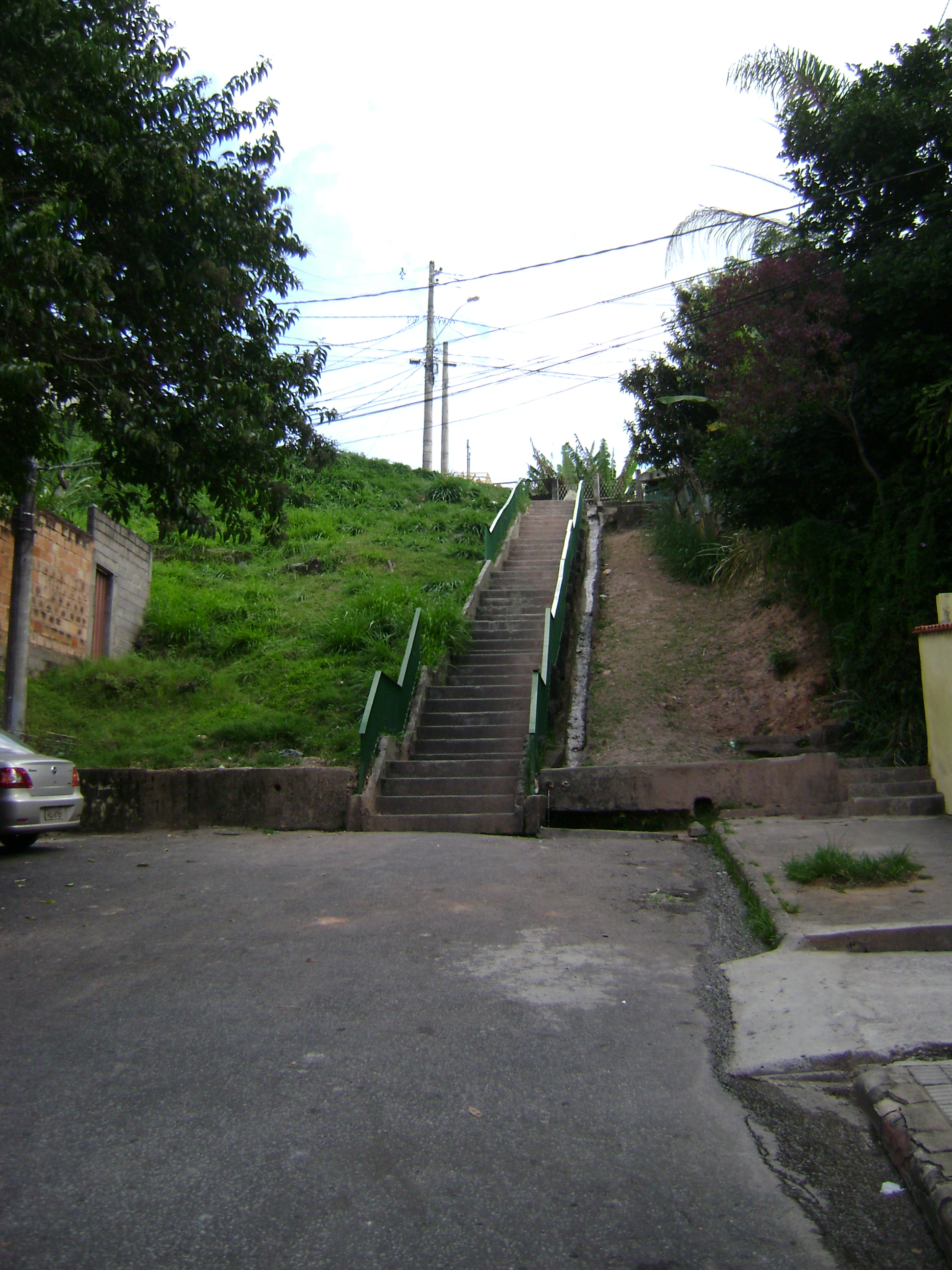
Esta escadaria conecta o final da rua Viçosa (no bairro São Pedro) com a parte baixa do Morro do Papagaio.

O Morro do Papagaio é uma das quatro favelas que estão a um bairro de distância entre as tais e a região central de Belo Horizonte, delimitada pela avenida do Contorno. As outras são o Morro do São Lucas, Cafezal e Aglomerado da Serra. Entretanto, o Morro do Papagaio é a única favela do município totalmente cercada por bairros de Índice de Desenvolvimento Humano maior que 0,830 Alguns dos bairros limítrofes como Vila Paris e Cidade Jardim possuem IDH semelhante aos da Áustria e Noruega.
Um dos bairros limítrofes (o bairro Sion), inclusive, tem o maior IDH de toda Belo Horizonte (0,973 - maior inclusive do que a do Leblon na cidade do Rio de Janeiro, que é de 0,967), em constraste com o IDH do morro, que é de 0,685. Segundo a Agência Minas, um estudo da Fundação João Pinheiro apontou em 2006 que dos 14 bairros com as mais baixas IDHs, quatro têm IDH 0,685, e nove, 0,688. O Papagaio estava, no ano de 2006 portanto, entre as quatro piores posições municipais.
O morro também é próximo das avenidas Nossa Senhora do Carmo e Prudente de Morais, ambas com grande circulação de carros, sendo a primeira inclusive acesso à BR-040 (Rodovia Washington Luís), sendo portanto grandes endereços comerciais.
Os bairros próximos ao Morro são:
- Carmo
- Cidade Jardim
- Santo Antônio
- São Pedro
- Sion
- Vila Paris
- Santa Lúcia
- São Bento

## Estabelecimentos famosos em bairros limítrofes

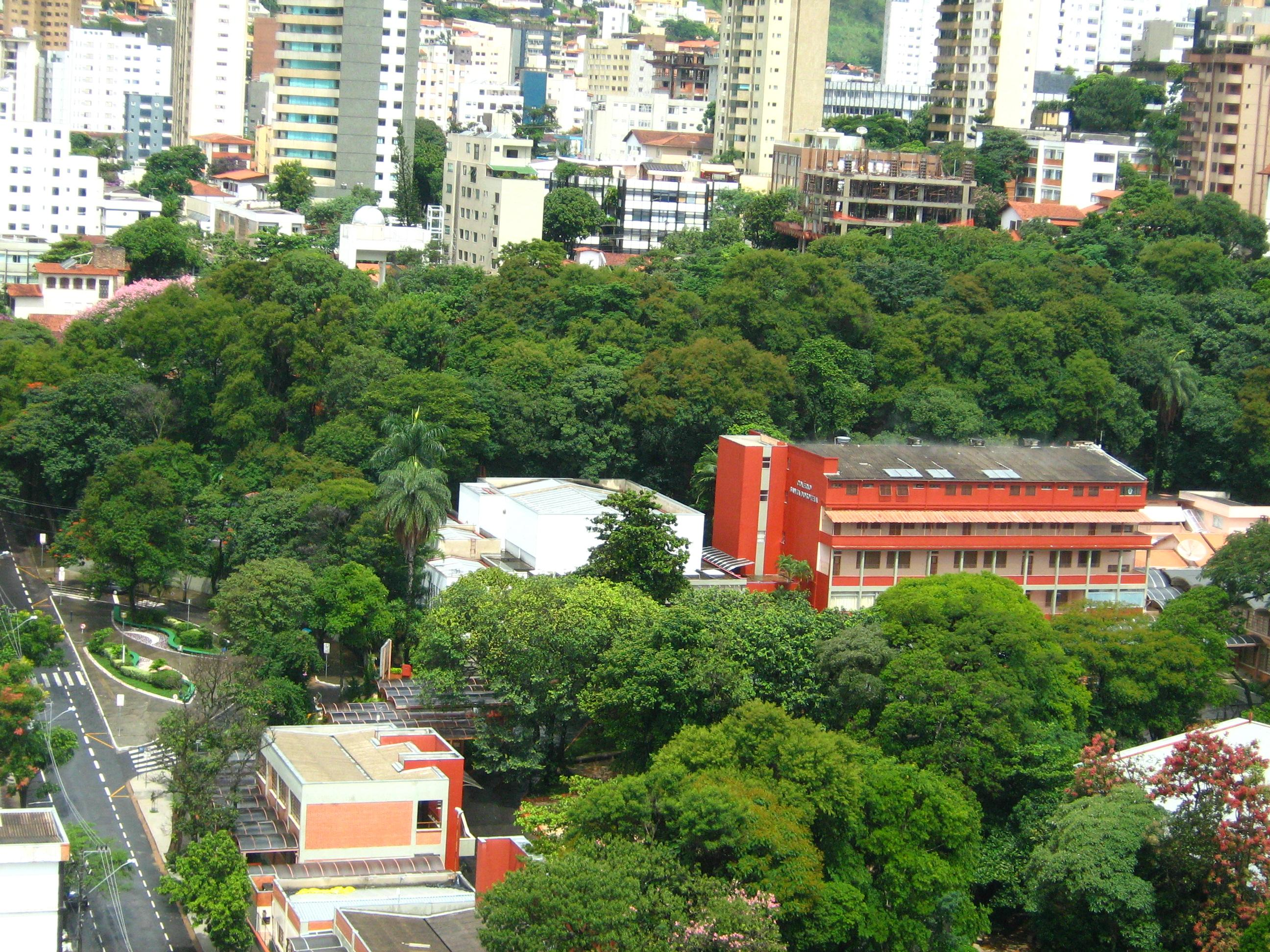
Vista do Colégio Santa Doroteia, um dos vários famosos estabelecimentos vizinhos

Vários famosos estabelecimentos da cidade podem ser acessados a pé por residentes do morro, inclusive shopping centers, por localizarem-se em bairros vizinhos e não distar-se mais do que 300 metros dos limites do Papagaio:
- Colégio Santa Doroteia (o maior de Belo Horizonte em área), no bairro Sion;
- Colégio Marista Dom Silvério, grande e antiga escola localizada no bairro São Pedro;
- Colégio Loyola, no bairro Cidade Jardim;
- Pátio Savassi, que apesar do nome se localiza no bairro São Pedro;
- Shopping Ponteio, no bairro Santa Lúcia;
- Colégio Pitágoras, (o segundo maior colégio de Belo Horizonte em área), no bairro Cidade Jardim.
- Biblioteca municipal, no edifício onde funcionou a Fafich, faculdade pertencente à UFMG;
- Km de Vantagens Hall, no bairro São Pedro;
- Shopping Jardim Fashion Mall, no bairro Cidade Jardim.